# Mitsubishi Concept ZT
Das Mitsubishi Concept ZT war ein Konzeptfahrzeug des japanischen Autoherstellers Mitsubishi Motors, das im September 2007 auf der 40. Tokyo Motor Show präsentiert wurde.

## Übersicht
Das Concept ZT sollte einen Ausblick auf die nächste Generation des Mitsubishi Galant und des Mitsubishi 380 geben, zu einer Serienfertigung kam es jedoch nicht. Die Produktion des Galant wurde 2012 ersatzlos eingestellt.

## Technik
Angetrieben wurde das Auto von einem 4N14-2,2-l-Vierzylinder-Dieselmotor, der 190 PS (140 kW) leistete und ein maximales Drehmoment von 400 Nm abgab. Über ein Doppelkupplungsgetriebe (Sport Shift Transmission genannt) wurden alle vier Räder angetrieben. Das Fahrzeug hatte 20-Zoll-Räder mit Reifen im Format 255/35. Verschiedene Assistenzsysteme waren vorgesehen, etwa ein Spurhalteassistent, Park- und Rangierassistent sowie ein Rundum-Kamerasystem. Das Konzeptfahrzeug war außerdem mit einer sogenannten Pop-up-Motorhaube ausgestattet, die sich bei Fußgängerkollisionen selbsttätig entriegeln und dadurch die Aufprallhärte mindern sollte.
Das Konzeptfahrzeug hatte ein Spaceframe-Chassis aus Aluminium. Im Innenraum wurden verschiedene recyclebare Kunststoffe verwendet, die besonders umweltfreundlich sein sollten.